# Ефект першого враження
Ефект першого враження — думка про людину, яка сформувалася у суб'єкта в перші хвилини при першій зустрічі. Впливає на подальшу оцінку діяльності і особистості цієї людини.
Цей ефект дозволяє виносити швидке і узагальнене враження про тільки-но зустрінуту людину і використати це враження для побудови подальшого спілкування. Перше враження може формуватися суб'єктом навмисно або мимоволі. Чинниками цього враження можуть виступати особливості зовнішнього вигляду і поведінки людини, про яку суб'єкт формує думку. Перше враження залежить великою мірою і від особових особливостей самого сприймаючого суб'єкта і тому може бути більше узагальненим або конкретним, вичерпним або поверхневим, доброзичливим або негативним і т. д.
Ефект першого враження зараховують також до ряду помилок, часто здійснюваних дослідниками при використанні методу спостереження разом з ефектом ореолу, ефектом поблажливості, ефектом центральної тенденції, логічною помилкою, ефектом порядку, ефектом контрасту, професійними, етнічними і статево-ролевими стереотипами